# 清潔で美しい国作戦
清潔で美しい国作戦（せいけつでうつくしいくにさくせん、ビルマ語：ပြည်သာယာ စစ်ဆင်ရေး、英語：Operation Clean and Beautiful NationまたはOperation Pyi Thaya）は、1991年から1992年にかけて、ミャンマー軍（以下、国軍）が、ラカイン州北部で実施した軍事作戦である。

## 背景
1990年から1991年にかけて、国軍はラカイン州に関する3つの不穏な情報を入手していた。1つは、元アラカン解放軍（ALA）司令官・ボー・カインラザ（Bo Khaing Raza）率いるアラカン軍（AA《1》）が、アラカン民族統一戦線（NUFA）などラカイン族の武装勢力と協力するためにカレン民族同盟（KNU）支配地域から三国境地帯まで海路で移動し始めたこと。もう1つは、ロヒンギャの武装勢力、ロヒンギャ連帯機構（RSO）とアラカン・ロヒンギャ・イスラーム戦線（ARIF）が新たな兵器と資金を得て、三国境地帯で軍事訓練を強化していること。そして、KNUがエーヤワディー・デルタ地帯に再進出しようとしていることである。これが実現すれば、カレン州～エーヤワディー地方域～ラカイン州が1つに繋がり、反政府統一戦線を築く恐れがあった。

## 内容
この状況に対し、国軍は1991年から1992年にかけて大掛かりな掃討作戦を発動した。1991年4月、パウトーに上陸したAA（１）に攻撃を加えてNUFAなどとの合流を阻止した。1991年後半には、エーヤワディー地方域・ボガレに侵入したカレン民族解放軍（KNLA）の小規模な部隊に攻撃を加え、317人のKNLA兵士を殺害してこれを壊滅させた。そしてRSOとARIFに対しては「清潔で美しい国作戦」と名付けられた掃討作戦を発動し、約25万人のロヒンギャ難民がバングラデシュに流出する事態となった。1972年のナガーミン作戦による流出劇に次いで、2回目のロヒンギャ大量流出劇だった。
作戦の詳細はわかっていないが、桐生稔は（１）三国境地帯で勢力を拡大しつつあったロヒンギャの武装勢力鎮圧のために、国軍は住民調査を行い、その際、外国人登録をしていない者については国外退去を勧告した。（２）1991年4月末のチッタゴン沿岸地帯を襲ったサイクロンにより、バングラデシュからラカイン州へ数万人の避難民が流入した。そのため地元住民との間でトラブルが頻発、特に10月以降の稲の収穫期に入り生産物をめぐる住民間の争いが大きくなったため、警官隊が出動して未登録住民を退去させた。（３）こうした状況の中でロヒンギャの武装勢力が騒動を扇動したため、人々がパニック状態に陥り、多くの難民が流出したのではないかと推測している。

## 影響
作戦遂行の際の1991年12月、国軍が国境を越えてバングラデシュ軍の駐屯地を襲撃したので、ミャンマーとバングラデシュとの間で大きな外交問題に発展した。また8888民主化運動直後の出来事だったので、この流出劇は国際的注目を浴び、ロヒンギャの呼称と存在が国際的に知られるきっかけとなった。
ロヒンギャ難民はコックスバザールの南にある一連の仮設キャンプに収容され、バングラデシュ政府は国際社会に支援を要請、国連難民高等弁務官事務所 (UNHCR) がキャンプの運営とロヒンギャの帰還についてミャンマー政府との交渉に着手した。1991年の湾岸戦争でサウジアラビア軍の司令官を務めたハリド・ビン・スルタン・アル・サウド王子などは、1992年4月にダッカを訪れ、ミャンマーに対して「国連がクウェート解放のために行ったのとまったく同じ」砂漠の嵐作戦のような軍事作戦を取るように推奨したが、無論、これは実現せず、ミャンマー政府はバングラデシュ政府と帰還協定を締結して、UNHCRの支援を受けつつ、約19万人のロヒンギャ難民がラカイン州に帰還した。
しかし当時でも、難民キャンプには約2万人のロヒンギャ難民が残り、キャンプ外にも10万人～15万人のロヒンギャ難民が残っていたと言われており、人身売買や過激派組織のリクルートの標的になった。2001年9月28日、パキスタンのカラチの新聞『Ummat』のインタビューに対して、ウサーマ・ビン・ラーディンは、「ボスニアからスーダン、ミャンマーからカシミールまで、世界中のあらゆる場所に強力なジハード勢力が存在する地域がある」と答えている。また2001年12月のCNNとのインタビューに対して、ターリバーンのアメリカ人傭兵・ジョン・ウォーカー・リンドは、アフガニスタンで所属していたアルカーイダ傘下のアンサール旅団（「預言者の仲間」の意）では、ベンガル語、ウルドゥー語、アラビア語が使用されていたと述べている。2002年初頭、西側諸国のジャーナリストに対して、当時のアフガニスタンの外務大臣アブドラ博士は、「マレーシア人1人とミャンマー人の支持者1、2 人を捕らえた」と語っている。
ロヒンギャの新兵の多くは、地雷撤去やポーターなど戦場でもっとも危険な任務を任され、ロヒンギャ新兵には入隊時に3万バングラデシュタカ（525米ドル）、その後は毎月1万タカ（175米ドル）の給料を受け取り、戦死した場合は、家族に10万タカ（1,750米ドル）が支払われたのだという。新兵は主にネパール経由でパキスタンに連れて行かれ、そこで軍事訓練を受けた後、アフガニスタンの軍事キャンプに配属された。カシミールやチェチェンにまで行って、ムスリム過激派の下で戦った者もいたのだという。